# Bitwa morska

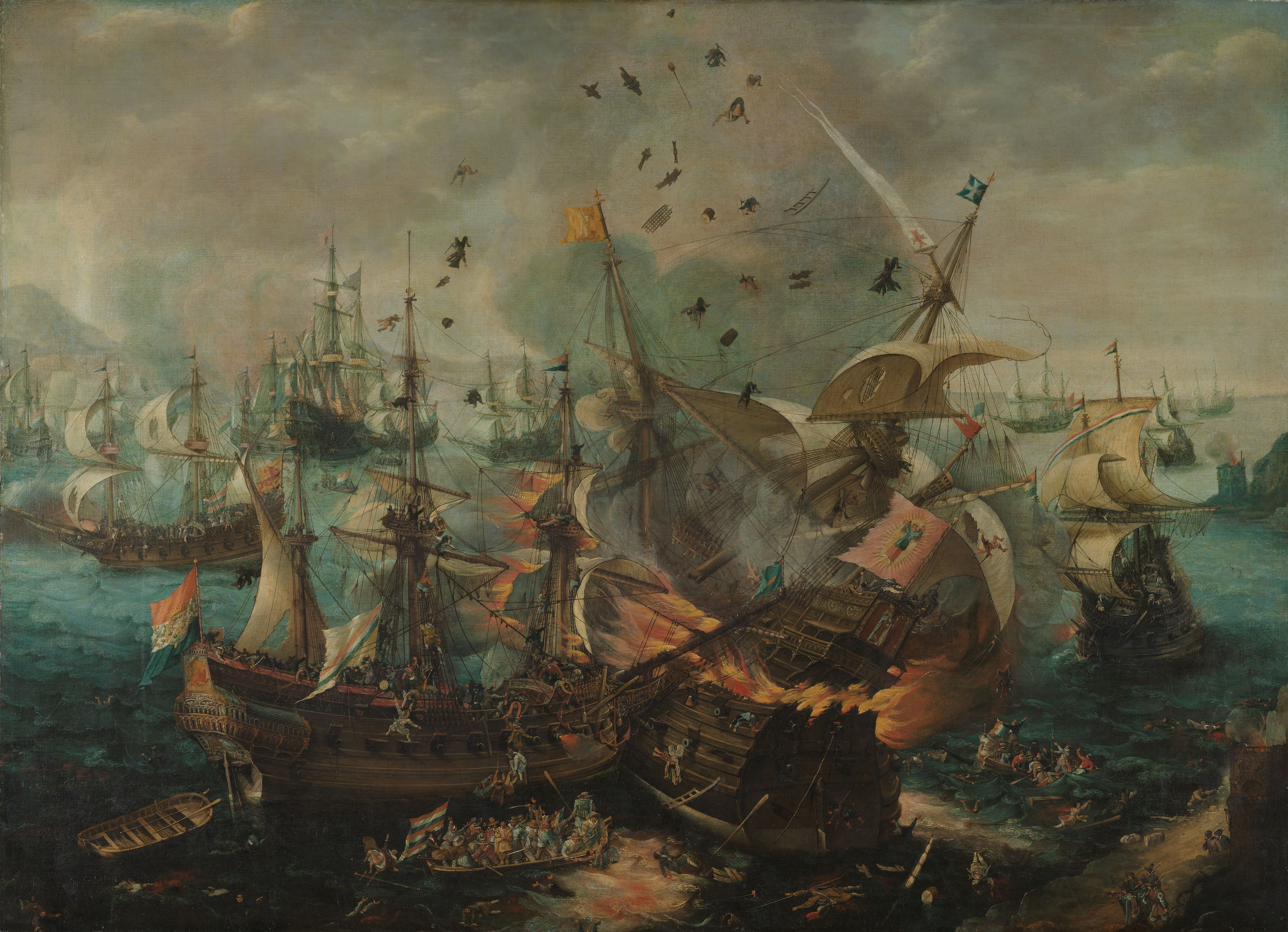
Bitwa morska pod Gibraltarem (1607)

Bitwa morska - zbrojne starcie zespołów okrętów marynarki wojennej (sił morskich) walczących stron zmierzające do osiągnięcia, za pomocą jednego lub kilku uderzeń, określonych celów operacji morskiej.
W epoce okrętów wiosłowych, dla których żagiel był pomocniczą siłą napędową, bitwy morskie sprowadzały się do taranowania, abordażu i walki wręcz na pokładach zaatakowanych jednostek (np. bitwa pod Salaminą w roku 480 p.n.e.). Po wynalezieniu broni miotającej (jak np. katapulta i ogień grecki) zaczęto walczyć ze sobą na odległość, ale dopiero rozwój okrętów żaglowych i artylerii okrętowej pozwolił na wykorzystanie broni palnej jako głównego czynnika rozstrzygającego w bitwach morskich.
W XIX wieku pojawiły się okręty z napędem parowym i coraz silniejszą artylerią, co zmusiło do opancerzania okrętów i co całkowicie zmieniło obraz pola walki na morzu. Nowe rodzaje okrętów, jak pancerniki, krążowniki, niszczyciele, okręty podwodne czy lotniskowce, a także nowoczesne środki obserwacji i łączności sprawiły, że bitwy morskie rozgrywane są z coraz większej odległości, a po wprowadzeniu broni rakietowej spoza zasięgu widzialności przeciwnika. 
Bitwa morska składa się zwykle z następujących faz:
- rozwinięcie sił (zajęcie pozycji wyjściowej);
- wykonanie uderzenia głównego (decydująca część bitwy);
- rozwinięcie powodzenia (prześladowanie przeciwnika);
- wyjście z bitwy (w przypadku niepowodzenia uderzenia głównego).